# Бекасово-Сортировочное (станция)
Бека́сово-Сортировочное — железнодорожная сортировочная станция на юго-западе Москвы, является одной из крупнейших в Европе как по числу путей сортировочного парка (48), так и по количеству пропускаемых вагонов (до 22 тыс. в сутки). Протяжённость станции составляет 18 км, ширина до 3 км, общая площадь станции 380 га. Находится на Большом кольце МЖД, вблизи от главного хода Киевского направления МЖД. Станция располагается в поселении Киевский Троицкого округа Москвы.
Наряду со станциями Орехово-Зуево и Рыбное является одной из трёх главных сортировочных станций центральной России. В Бекасово переформируется весь грузопоток, входящий в Москву и Подмосковье по Рижскому, Белорусскому и Киевскому направлениям. Та часть грузопотока, что предназначена в сам город Москву, отправляется маршрутами Бекасово — Люблино-Сортировочное (через Столбовую), таким образом разгружая небольшие сортировочные станции Киевского и Смоленского радиуса в черте Москвы.
Входит в число 32 решающих станций сети ОАО «РЖД». Относится к Московско-Смоленскому региону Московской железной дороги. Является структурным подразделением Московской дирекции управления движением, как внеклассная станция, не входит ни в один из восьми ДЦС. В 2018 году персонал станции составляет 303 железнодорожника.
Для железнодорожников, работающих на станции, был построен рабочий посёлок Киевский, который также находится в Москве к северо-западу от станции.

## Состав
Станция состоит из нескольких основных частей:
- Парк приёма «А». Находится в северо-западной части станции, 236—237 км Большого кольца. 12 путей. В парк прибывают поезда-«разборки» по двум путям (9-й и 11-й соединительные) с запада (со стороны Бекасово I) и по одному пути («Ореховская петля», он же 3-й путь) с востока (со стороны Столбовой). Во входной части парка находится пункт списывания (номера всех приходящих вагонов вручную заносятся в систему).
- Приёмо-отправочный парк «Б». Находится к югу от парка «А», 236—237 км Большого кольца. 4 пути. Пассажирская платформа с названием Бекасово-Сортировочное находится в парке. Около платформы находится здание ШЧ, территория бывшей ПМС с путями, ангаром и кранами. Ранее (в 1970-х годах) парк являлся отдельной станцией Бекасово II.
- Сортировочная горка — сердце станции. Находится на 238 км, к востоку от парка «А». Вагоны попадают на горку с запада с парка «А», проходя через зону ручной расцепки, надвигаемые тепловозами. На горке 4 пути надвига, 3 пути роспуска и 3 тормозные позиции. Локомотивы проезжают из парка по пути к северу от горки (в депо) или к югу (через главный ход кольца), начиная с самой горки пути неэлектрифицированы. Горка переходит в парк «С».
- Центральный пост управления — четырёхэтажное здание с южной стороны сортировочной горки (напротив второй тормозной позиции). На четвёртом этаже находится эркер (козырёк с обзорным видом на горку), где происходит контроль роспуска. Контролем поездов, прибывающих, распускаемых и отбывающих, занимается вычислительный центр МЖД (отдел АСУ) на третьем этаже. Также в здании находятся части ДС и ШЧ.
- Сортировочный парк «С». К востоку от сортировочной горки, 238—239 км Большого кольца. 6 пучков по 8 путей (48 путей). Пути не электрифицированы.
- Приёмо-отправочный парк «В». Находится на восток от парка «С», 240—242 км Большого кольца. Включает 23 пути. Сформированные поезда отправляются на запад по I главному пути (проходит на запад вдоль северной окраины всей станции, выходит на главный ход кольца на эстакаде через Киевское шоссе) и по 4 пути на юг сразу на главный ход кольца (через Бекасово-Центральное, с южной окраины станции). На восток на 243 км и далее отправление поездов идёт сразу на главный ход кольца, в этом месте сворачивается парк «В» и основная широкая часть станции.
- Приемо-отправочный парк «М». Находится на 245—246 км на главном ходу Большого кольца, 4 пути. До 2000-х являлся отдельной станцией Мачихино, теперь в парке пассажирская платформа Мачихино.
- К станции примыкает Локомотивное депо Бекасово ТЧЭ-23. 239 км Большого кольца. Находится рядом с Парком «С» (у северо-восточной оконечности). 17 путей. Включает основное здание депо, здание ПТО к северу (пункт технического обслуживания), вспомогательные здания, в том числе цистерны для сушки песка, здание отдыха машинистов.

Также к станции примыкают пути расположенных рядом предприятий: Бекасовская дистанция сигнализации и связи ШЧ-5, Вагонное депо ВЧДЭ-13, Бекасовская Дистанция пути ПЧ-18.
До осени 2014 года к станции примыкала Путевая машинная станция ПМС-231, но была закрыта (стала филиалом ПМС-101 Калуга-2). Располагалась между парками А и Б.

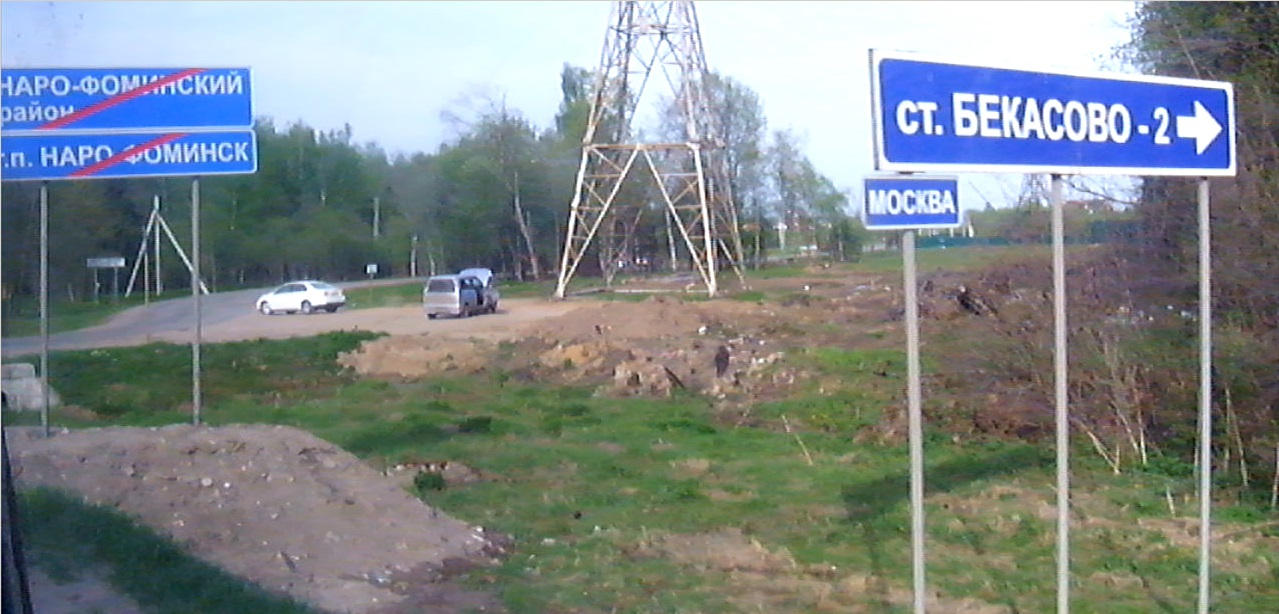
Поворот с Киевского шоссе к станции на границе Москвы и области

Автомобильное сообщение с основной частью станции существует от Киевского шоссе от поворота «на ст. Бекасово-2», это дорога к пл. Бекасово-Сорт. (улица Центральная посёлка Киевский). Далее дорога идёт вдоль леса и путей на юго-восток к переезду, после переезда возможно движение на северо-запад (к ПМС и парку «А») и на юго-восток к пл. Бекасово-Центр. В районе платформы разветвление. Движение далее на юго-восток вдоль основного хода — через Центральный Пост, пл. 240 км и пл. 241 км, там оканчивается. Ответвление на северо-восток — проходит под путепроводом зоны расцепки перед горкой — идёт далее мимо топливной базы к локомотивному депо. На обеих дорогах есть несколько переездов через местные пути.
Восточная граница станции (I и III главные пути) в центральной части проходит по границе поселений Киевский и Новофёдоровское. Ранее был автомобильный переезд (в районе бочек для сушки песка локомотивного депо, с другой стороны — деревня Архангельское и СНТ), сейчас возможно лишь пешеходное сообщение. В районе пл. 240 км находится пешеходный надземный переход над узкой частью станции (между парками «С» и «В»), он идёт на северо-восток в поселение Новофёдоровское к деревне и СНТ.

## Пассажирские остановочные пункты
Сортировочную станцию обслуживают шесть остановочных пунктов, находящихся на Большом кольце МЖД в пределах границ станции:
- Посёлок Киевский — расположен вблизи рабочего посёлка Киевский, 2 пассажирских пути. Около этой платформы отходят два пути (9-й и 11-й соединительный) для разборок в Парк «А». I главный путь проходит ста метрами севернее платформы.
- Бекасово-Сортировочное — одноимённая со всей станцией платформа в Парке «Б», 5 путей.
- Бекасово-Центральное — 2 пути. На северо-восток находятся Центральный Пост, сортировочная горка, парк «С», ТЧ-23 Локомотивное депо Бекасово. Бекасово-Центральное является главным пунктом управления всего Бекасовского узла. Здесь также находятся Начальник станции Бекасово-Сорт., Станционный диспетчер, маневровый диспетчер, Служба Движения (ДС), а также железнодорожные подразделения ПЧ-18.
- 240 км, 241 км — на однопутном участке (путь II), на север находится парк «В». У платформы 241 км находится вагонное депо (ВЧДЭ).
- Мачихино — на юго-востоке станции, парк «М». Выход к посёлку Станции Мачихино, а также к деревне Мачихино.

Также значительную роль в пассажирских и грузовых перевозках играет отдельная узловая станция Бекасово I, находящаяся к северо-западу на пересечении Киевского радиального направления и Большого кольца. Вместе эти две станции образуют крупнейший Бекасовский железнодорожный узел.
На этих платформах останавливаются электропоезда моторвагонного депо ТЧ-20 Апрелевка, обслуживающие Киевское направление МЖД. Расписание поездов данного участка Большого кольца составлено во многом для доставки железнодорожников на работу и с работы (не только в посёлок Киевский, но и в сторону Кубинки II, Москвы, Калуги). Из-за приоритета и большого потока грузовых поездов электропоезда могут опаздывать от расписания или отменяться. Вблизи многих платформ находятся коттеджи, СНТ, дачи — поэтому ими пользуются также дачники.

## История

### Строительство
Строительство новой станции было связано с тем, что было необходимо сильно изменить организацию переработки и пропуска вагонопотоков в железнодорожном узле Московского региона и, следовательно, на большой сети железных дорог центрально-европейской части СССР. В период восстановления и развития народного хозяйства после Великой Отечественной войны транспорт, особенно железнодорожный, играл особую решающую роль. Поэтому в 1949 году в Министерстве путей сообщения (МПС) рассматривался вопрос о развитии Большого Московского окружного кольца и строительстве двух самых совершенных сортировочных станций.
Мосгипротранс выполнил проектирование этих станций. Главными инженерами проекта Орехово-Зуево стали И. А. Агеев и Н. В. Подколзин, главными инженерами проекта Бекасово-Сорт. стали Н. В. Подколзин и В. Ф. Бочаров. Было произведено технико-экономическое сравнение различных вариантов расположения станций. Проведена большая творческая работа по анализу плана формирования поездов, выполненного на ЭВМ для 40 сортировочных станций, взаимодействующих с сортировочными станциями Большого кольца. В результате было решено построить одну из них возле города Орехово-Зуево (предварительное название «Восточная сортировочная»), а вторую — «Западная сортировочная» у деревни Бекасово в Наро-Фоминском районе, где одноколейная железная дорога ещё не реконструированного Большого кольца пересекалась с двухпутным главным ходом Киевского направления на станции Бекасово (нынешняя Бекасово I). Обе станции запроектированы по односторонней схеме с последовательным расположением трёх парков и с развитыми сортировочными парками, обеспечивающими параллельный роспуск составов с горки, с централизованной системой управления и максимальной механизацией и автоматизацией производственных процессов. Были предусмотрены развязки подходов, позволяющие производить приём поездов одновременно со всех направлений.
Проекты были утверждены. Станция Орехово-Зуево стала строиться (реконструироваться из старых двух станций Орехово I и Орехово II, существующих с 19 века) с 1956 года и открыта в 1970 году.
4 сентября 1967 года вышло указание МПС № П-23178 с решением о строительстве Западной сортировочной станции. В мае 1969 года также утверждена «Комплексная схема развития Московского железнодорожного узла», согласно которой были окончательно определены схема, а также стадии строительства и развития станции Бекасово-Сорт.
Строительство начато в 1970 году. Работа была начата с вырубки леса, а также сооружения земляного полотна для станции. Общая площадь работ составила 380 га. Генеральным подрядчиком по строительству стал трест «Мосэлектротягстрой» Министерства транспортного строительства. В первые годы отсыпалось земляное полотно. Низкие участки поднимались на песок до 1,5 м. На станцию были завезены около 30 млн кубометров грунта. На всем протяжении существовавшего пути на участке Бекасово — Кресты — Повадино устроили карьеры, где брали грунт для отсыпки насыпей. Параллельно по мере готовности земляного полотна укладывались пути — прежде всего приёмного и транзитного парков для пропуска поездов. Сортировочный парк вместе с горкой строились отдельно.
Государственная приёмочная комиссия в декабре 1972 года приняла в эксплуатацию железнодорожный путепровод, 27 стрелочных переводов, первые 5 путей предгорочного парка «А», а также соединительные пути к нему. В 1973 году дополнительно приняты в эксплуатацию 8 путей и 18 стрелочных переводов парка «В».

### Эксплуатация
В 1973 году было принято решение организовать на станции дистанцию пути. Задолго до её создания, в 1958 году, при образовании Московской дороги для будущей Бекасовской дистанции пути был оставлен номер 18. Ранее станцию совместно с участком пути от Сандарово до Бекасово II обслуживала Московско-Киевская дистанция.
При строительстве станции возникали большие сложности: выбранная территория была сильно заболочена, из-за чего периодически происходили просадки. Они выводили из строя верхнее строение путей, а также строящиеся инженерные коммуникации в большом количестве. Невзирая на трудности, строительство станции продолжалось, темп наращивался. Благодаря этому в постоянную эксплуатацию в 1974 году были сданы дополнительные 5 путей парка «А», тракционные пути локомотивного депо, 32 пути сортировочного парка «С» и 112 стрелочных переводов.
Также в 1974 году было решено эксплуатировать часть построенного парка «В», как участковую станцию. За короткое время были проведены укомплектование, обучение и обеспечение жильём штата работников предприятий вновь созданного Бекасовского железнодорожного узла. На одном из этажей здания ПТО был организован временный дом отдыха локомотивных бригад. Задействован пункт экипировки локомотивов, оборудован техническими устройствами пункт технического обслуживания вагонов, обеспечено постоянное энергоснабжение постов электрической централизации, проведено устройство контактной сети, наружное освещение станции. Была разработана техническая документация по организации обработки и пропуска поездов.
31 марта 1975 года станция получила название «Бекасово-Сортировочное». В первой половине 1975 года были организованы приём, техническое обслуживание и коммерческий осмотр, смена локомотивных бригад и экипировка локомотивов, отправление поездов. Этот период в работе станции был чрезвычайно сложен, так как в условиях эксплуатации станции продолжалось интенсивное выполнение строительно-монтажных работ, а также комплектовались и готовились кадры.
Основные пусковые работы, включавшие путевое развитие станции, оборудование её устройствами СЦБ и связи, электрификация путей, строительство локомотивного и вагонного депо, участков дистанции контактной сети и базы дистанции пути, были начаты в 1975 году и продолжались в первой половине 1976 года. 30 декабря 1975 года Государственной приёмочной комиссией станция была принята в эксплуатацию как сортировочная. Для этого был проведён большой объём пусконаладочных и других работ.
В феврале 1976 года была в целом завершена первая стадия работ по вводу в эксплуатацию системы горочной автоматической централизации, установке и регулировки вагонных замедлителей. 23 февраля 1976 года в 15-00 был осуществлён первый пробный роспуск состава с горки. К маю 1976 года станционный комплекс путевого развития и устройств для переработки вагонопотоков подготовлен к промышленной эксплуатации. Он включал в том числе парк «А» — 10 путей, парк «С» — 32 пути, парк «В» — 18 путей; сортировочную горку с четырьмя путями надвига, двумя путями роспуска и тремя тормозными позициями; резервный и маневровый посты ЭЦ, а также центральный распорядительный пост, в котором размещены рабочие места станционного и маневрового диспетчеров, дежурных по станции и горке, станционный технологический центр и другие.
4 мая 1976 года сортировочный комплекс введён в постоянную эксплуатацию. В 11-45 на горку был надвинут и начался роспуск первого состава. После начала работы сортировочной горки стало очень важным быстро освоить производственные мощности станции прежде всего за счёт повышения перерабатывающей способности горки. На станции был разработан первый в её истории, как сортировочной станции, технологический процесс, основанный на проверенных годами новейших положениях, в том числе и параллельный надвиг и роспуск составов.
За выдающийся вклад в проектирование сортировочных станций Орехово-Зуево и Бекасово-Сорт. большому коллективу работников Мосгипротранса была присуждена премия Совета Министров СССР.
В одно и то же время параллельно со строительством станции и освоением её производственных мощностей рядом со станцией возводится железнодорожный рабочий посёлок Киевский. В 1976 году в посёлке был сдан первый жилой дом на 60 квартир. В 1984 году был уничтожен целый массив из жилых вагонов, который находился во входной горловине парка приёма (ныне пустырь у пл. Бекасово-Сорт.).
Объём переработки вагонов рос. В 80-е годы грузонапряжённость на Бекасовском узле достигла своего пика — 111 млн т.км брутто на 1 км в год. Это ставило новые задачи. В 1983 году на базе ЭВМ ЕС-1022 введён в постоянную эксплуатацию узловой вычислительный центр (ВЦ). В этом же году станцию посетили руководители МПС и Госплана СССР, и был издан приказ министра путей сообщения «О мерах по дальнейшему развитию узла Бекасово-Сортировочное». Он во многом определил развитие узла и строительство в посёлке Киевский объектов социально-бытового назначения.
Начиная с 1989 года, в связи со спадом в экономике страны на станции наметилась усиливающаяся тенденция к снижению объёма перевозочной работы. В этих условиях была разработана новая технология, рассчитанная на малые объёмы, предусматривающая более эффективное и рациональное использование технических средств, экономное расходование материальных ресурсов. Требовалось добиться стабилизации финансового положения.
В 2000-х на станции была введена Комплексная система автоматизированного управления сортировочным процессом (КСАУ СП), в том числе автоматическая система роспуска.
C 2011 года Московская железная дорога перешла на безотделенческую систему работы. Станция стала центром Московско-Смоленского региона в почти прежних границах упразднённого отделения.
1 июля 2012 года сортировочная станция в рамках проекта расширения Москвы передана в составе поселения Киевский из Наро-Фоминского района Московской области в Троицкий округ Москвы.
В 2013 году начались переговоры с иностранными инвесторами о создании крупного логистического центра в районе Бекасово. Планируется строительство бизнес-хаба площадью до трёх миллионов квадратных метров, где смогут разместиться около десяти тысяч зарубежных компаний.
В 2013 году было прекращено движение через станцию пассажирских поездов дальнего следования. Последним курсирующим через станцию был международный поезд Берлин — Саратов.

## Персонал
В 2018 году — 303 железнодорожника. Начальник станции с 2018 года — Дмитрий Сергеевич Елисеев. С 2023 года — Максим Александрович Малисенко.

## Галерея

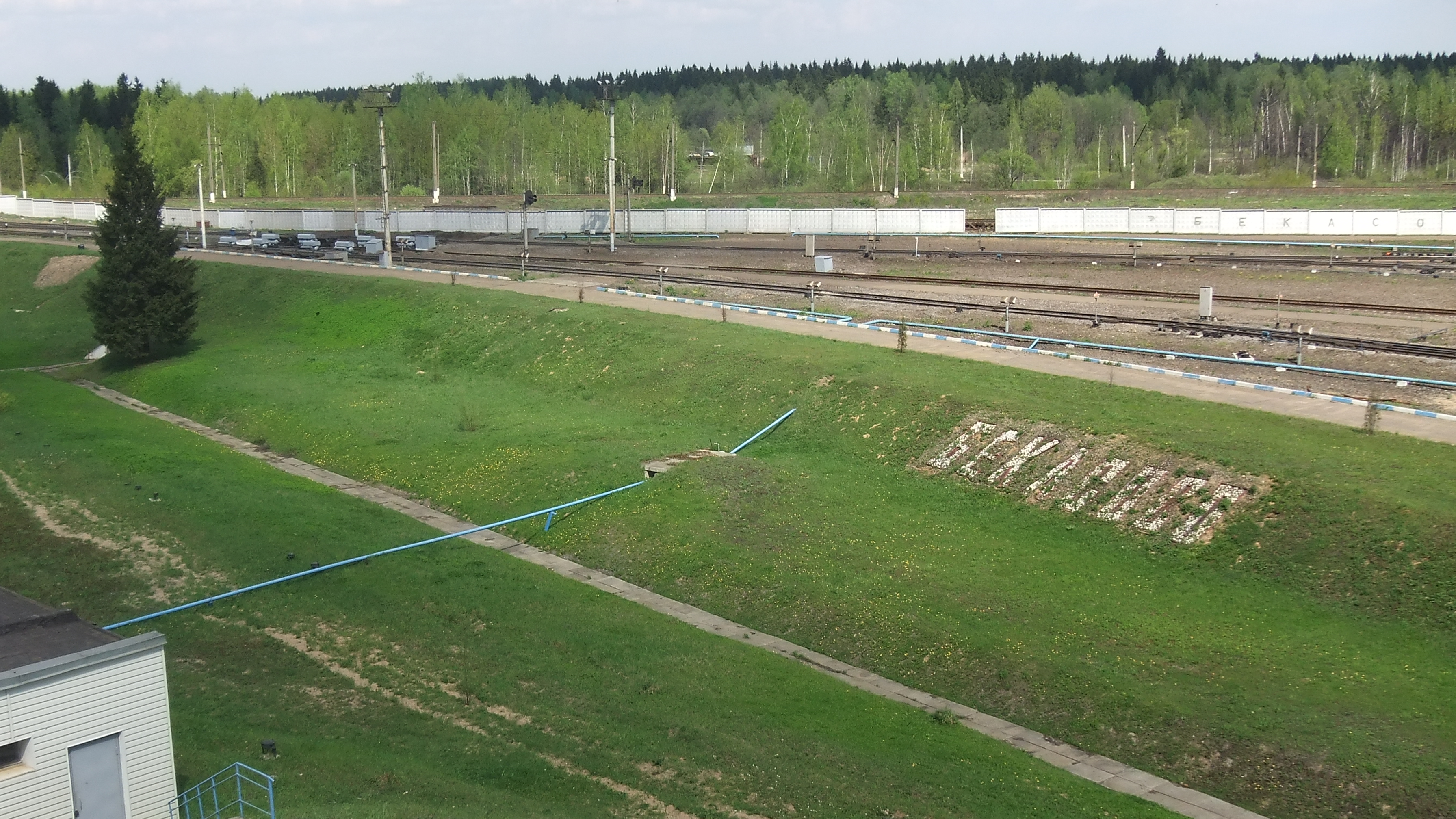
Начало сортировочной горки
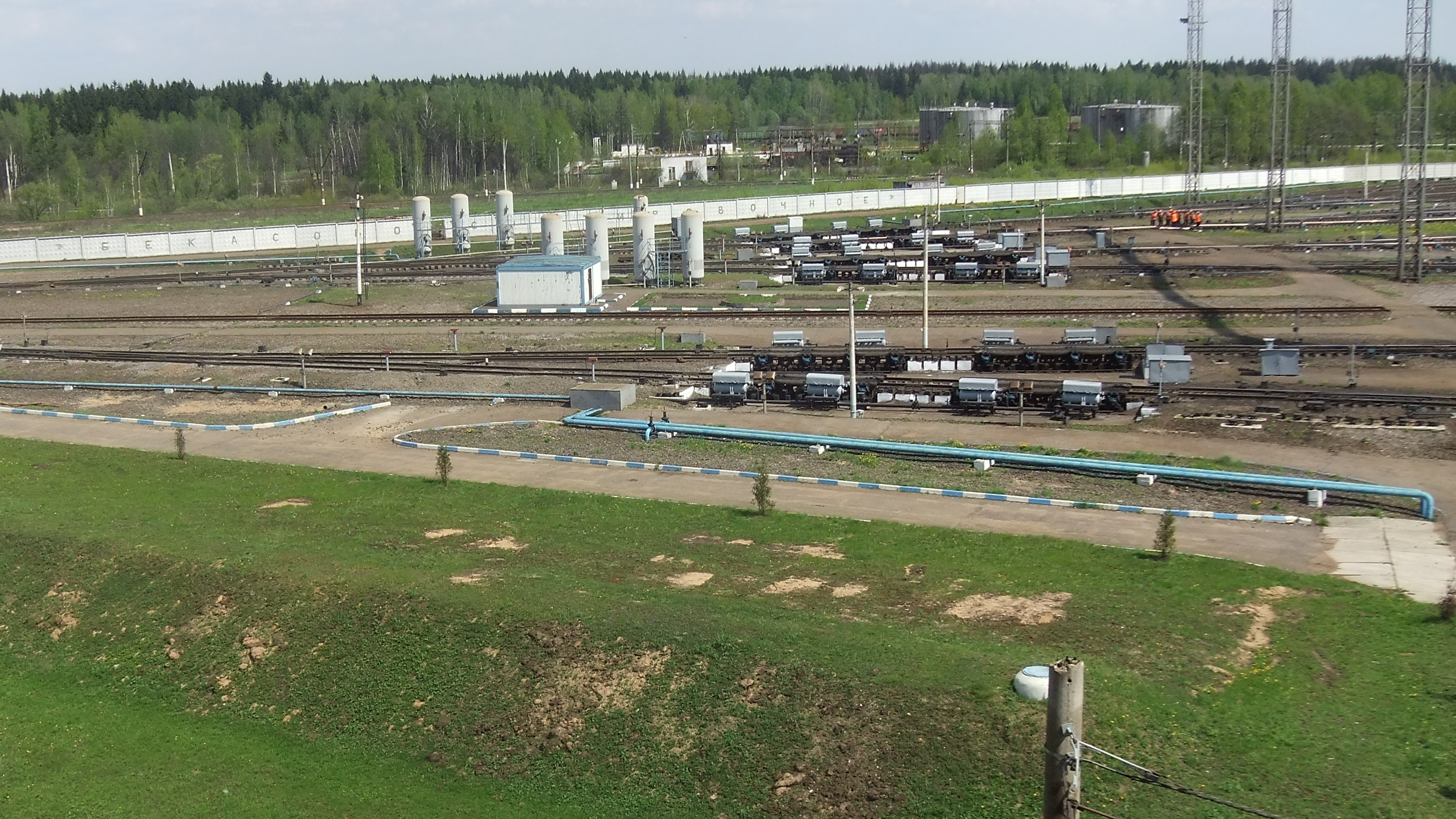
Сортировочная горка. Вторая тормозная позиция
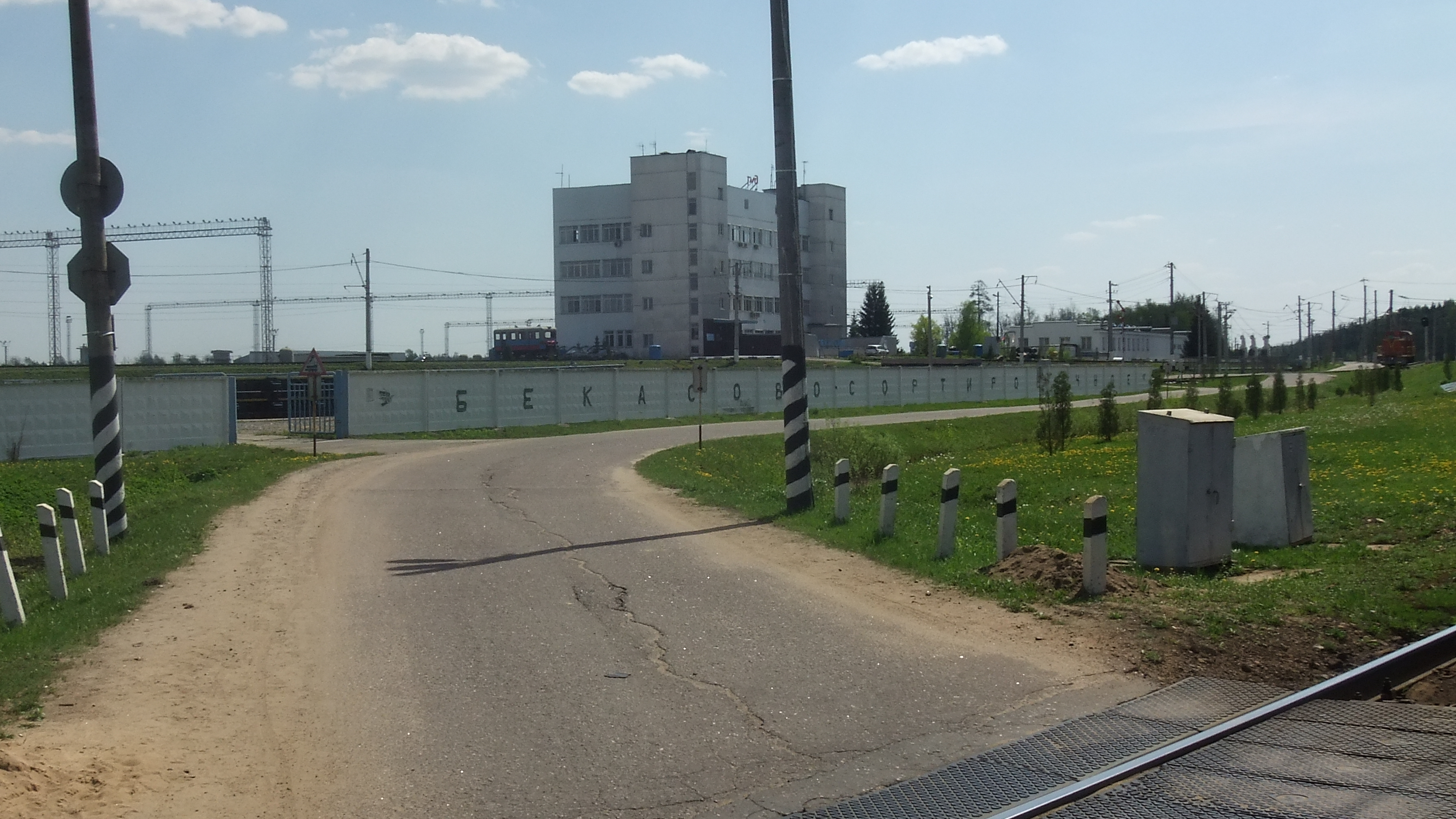
Дорога к Центральному Посту
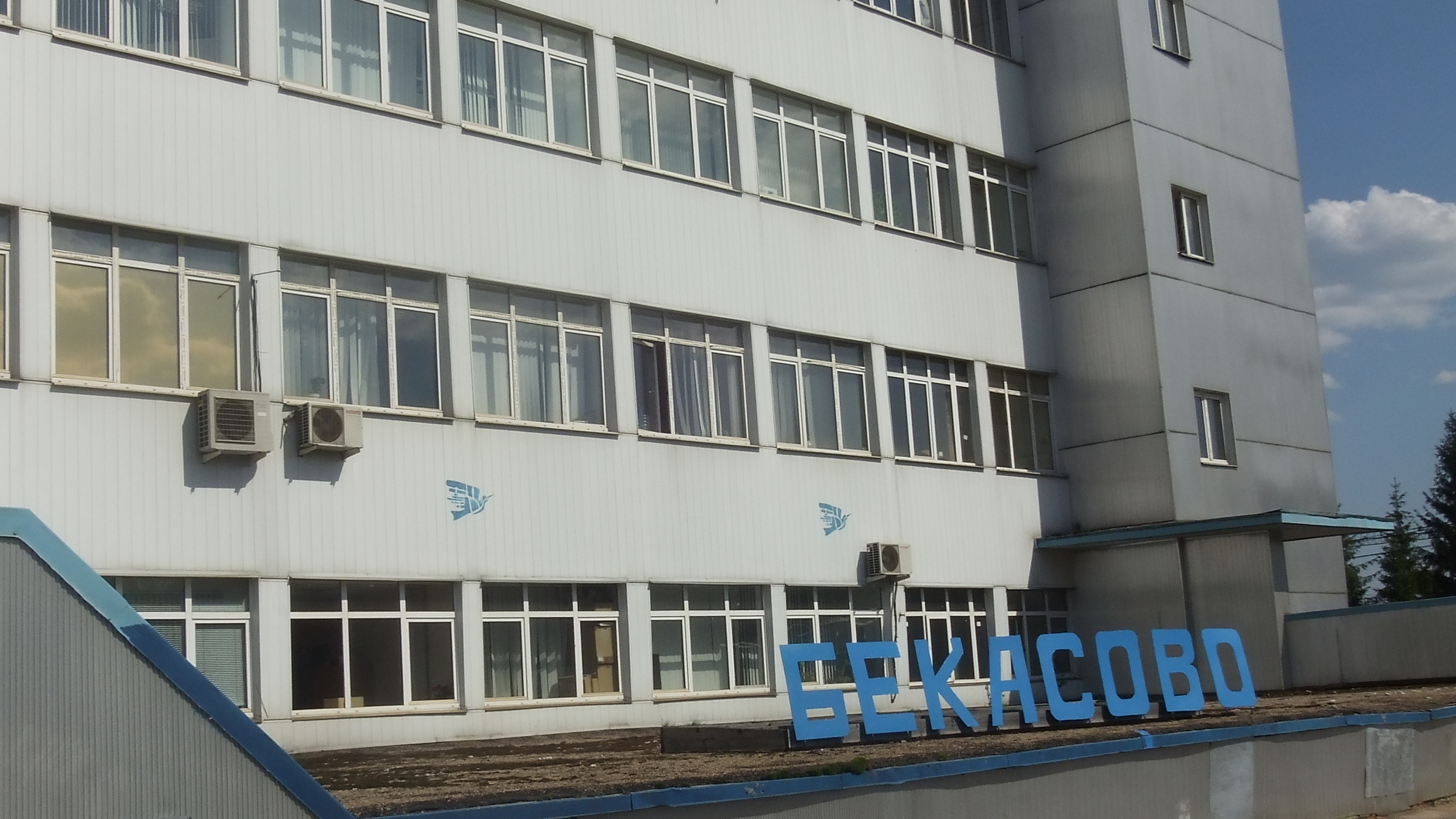
Название на Центральном Посте
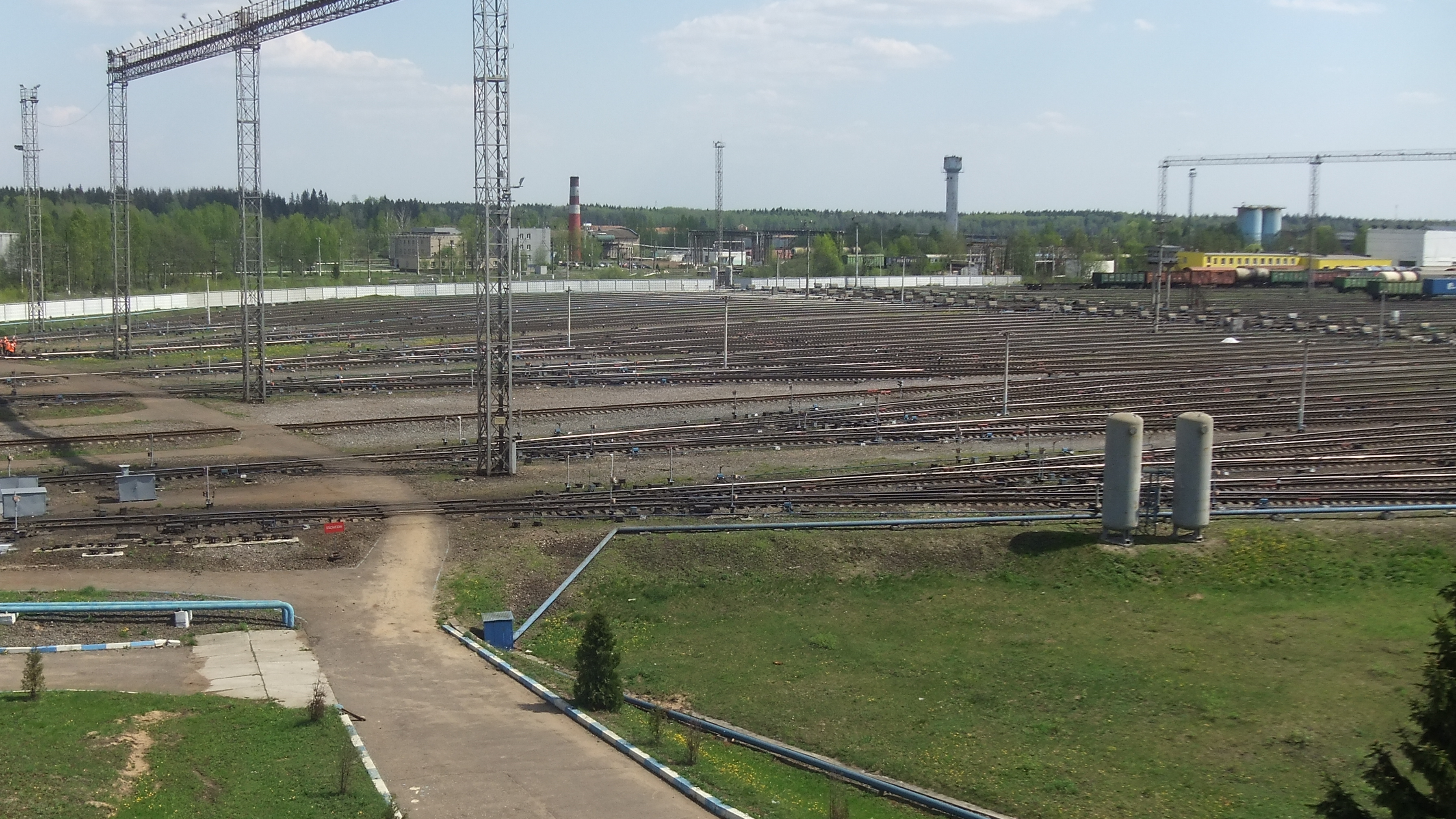
Начало Парка С
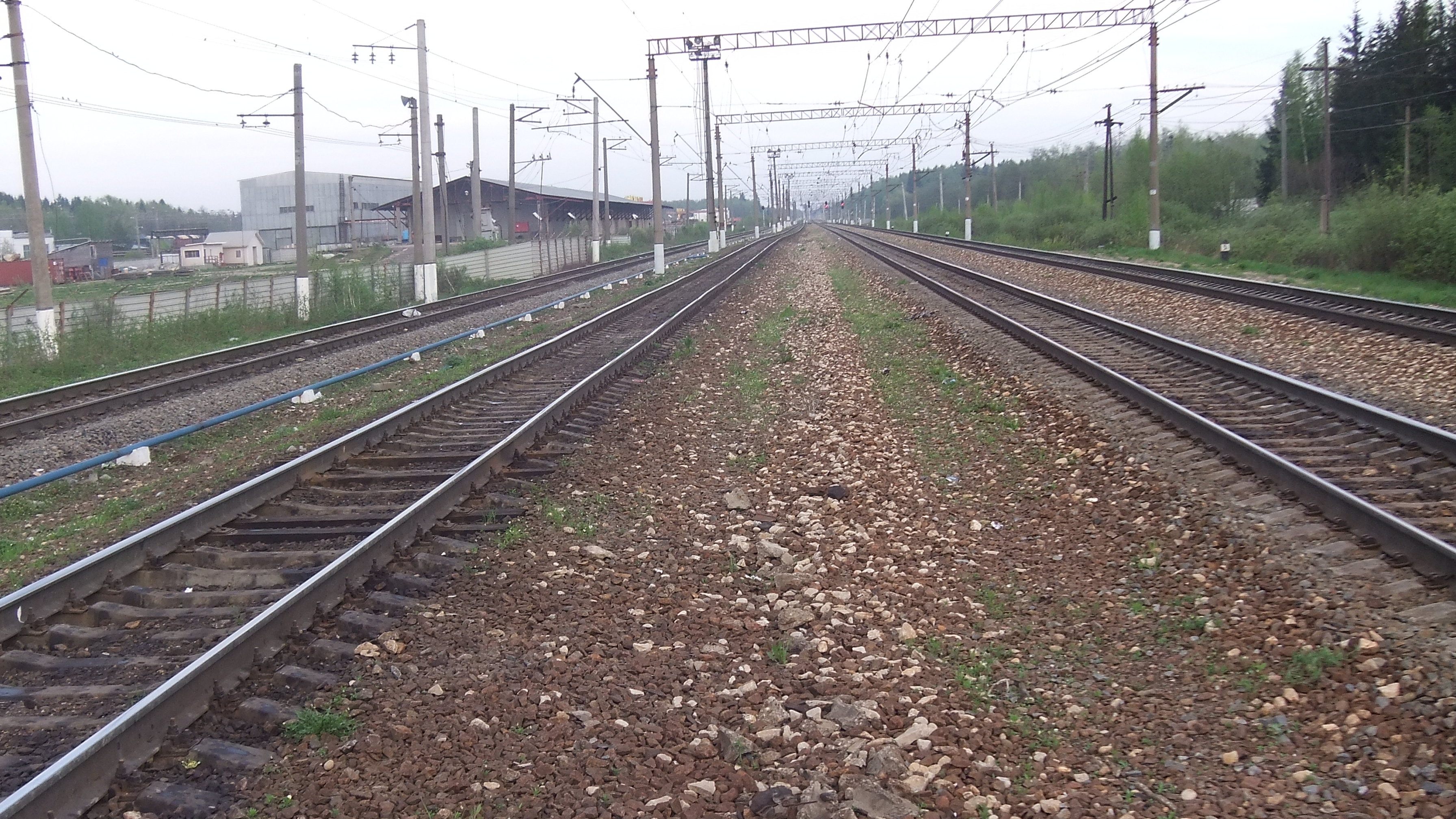
Парк Б
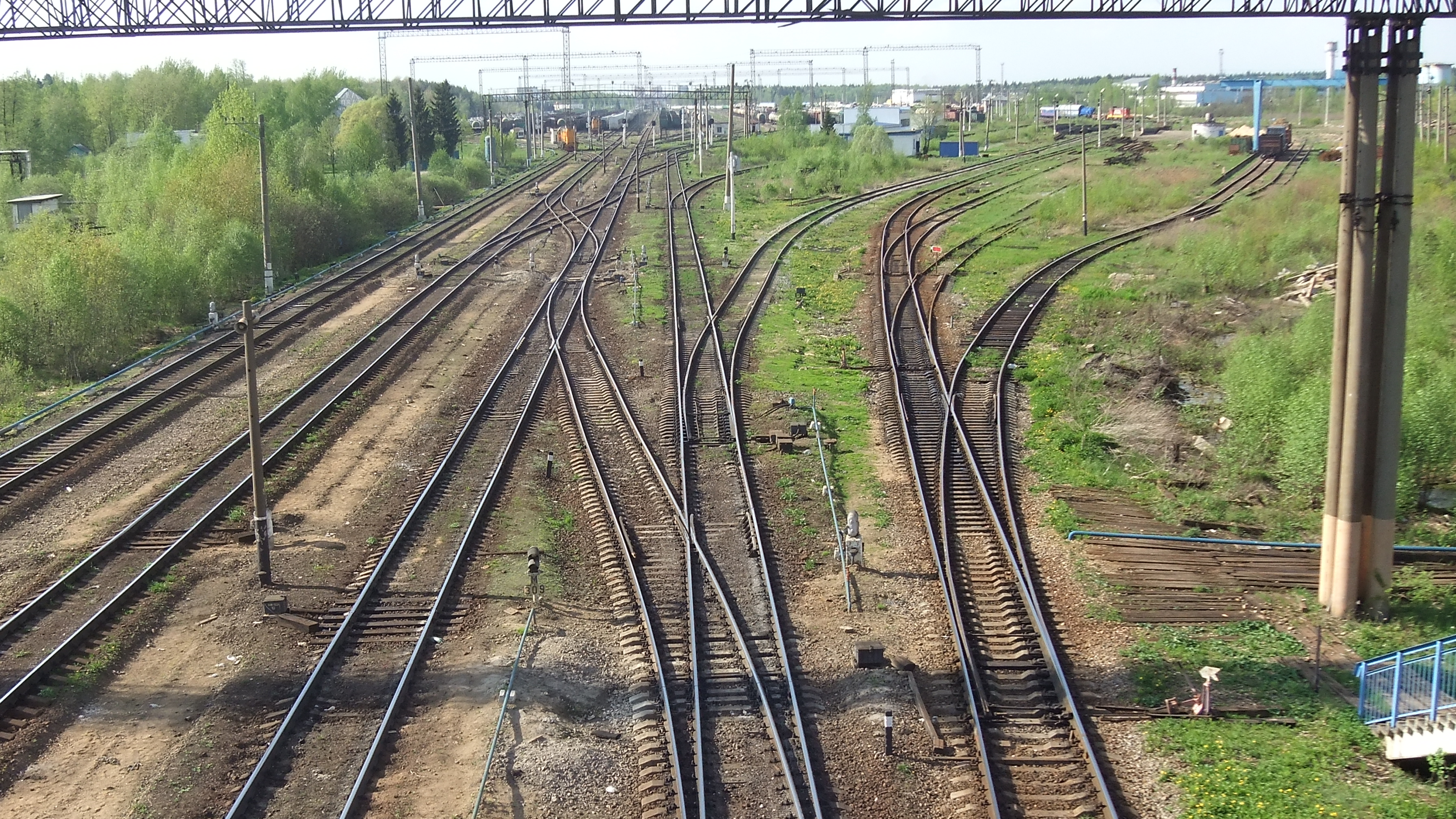
Конец Парка С
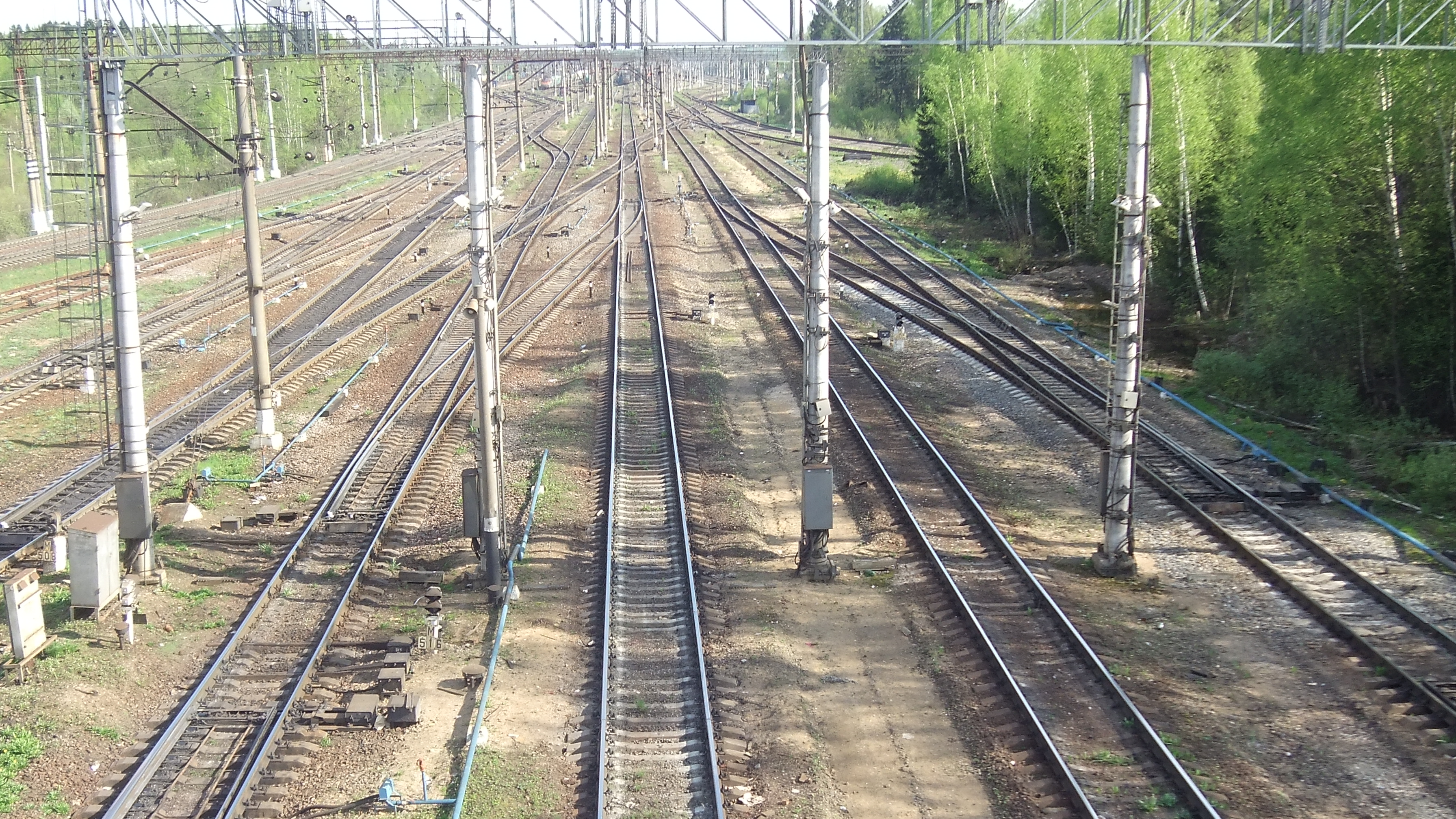
Начало Парка В
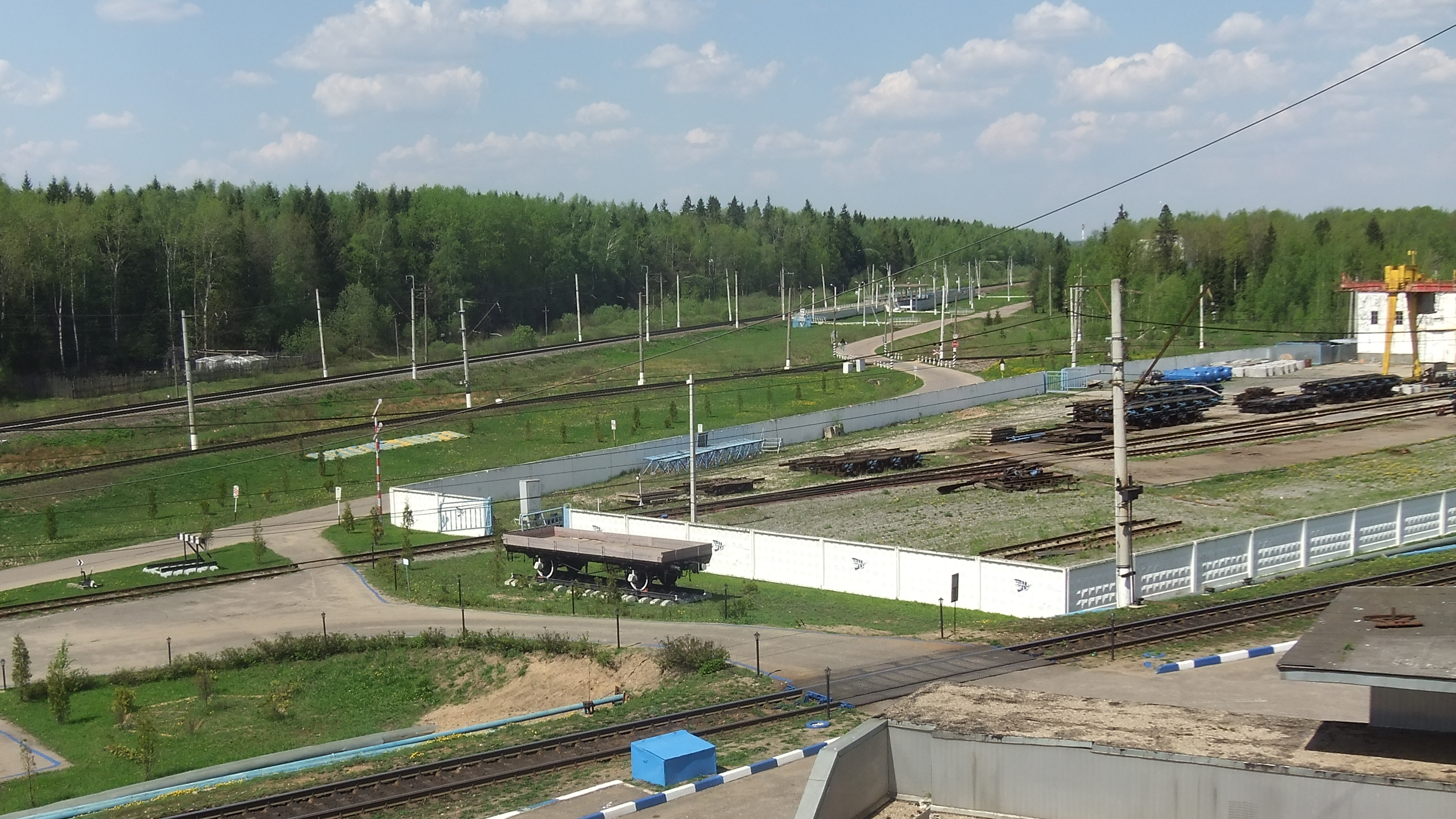
Дорога мимо пл. Бекасово-Центр. и Центрального Поста
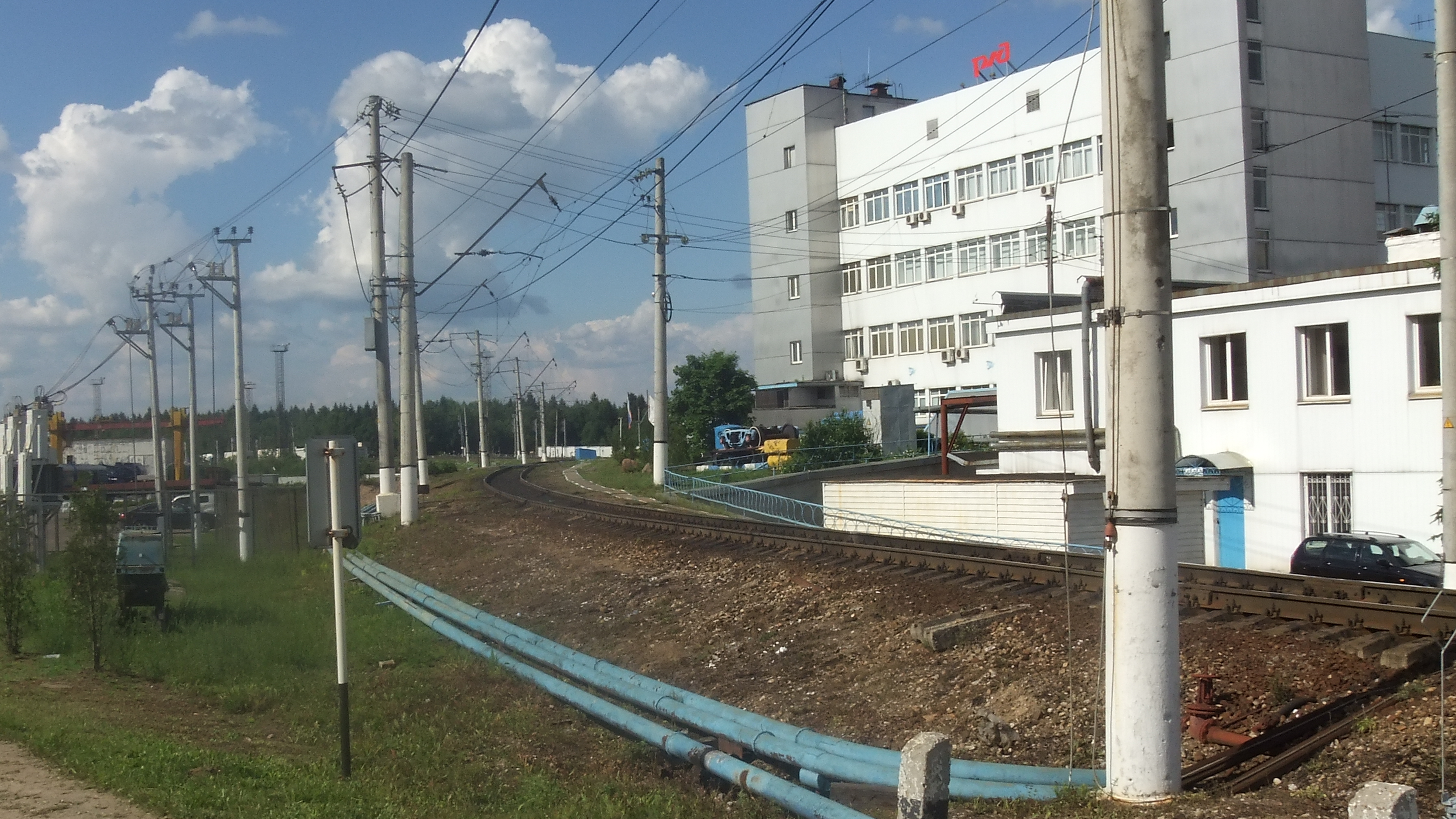
Центральный Пост, вид с юга
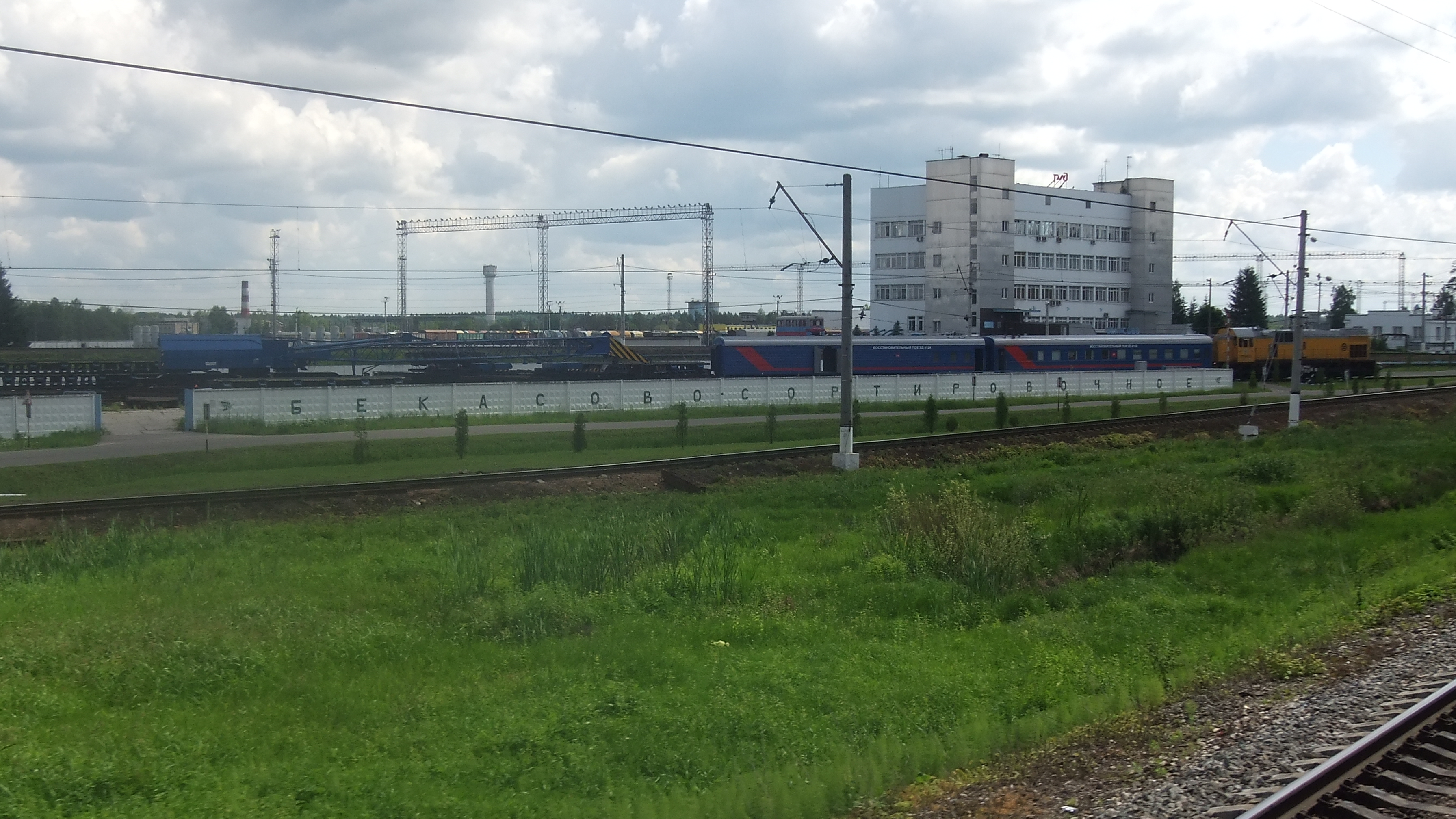
Вид из окна электропоезда на Центральный Пост
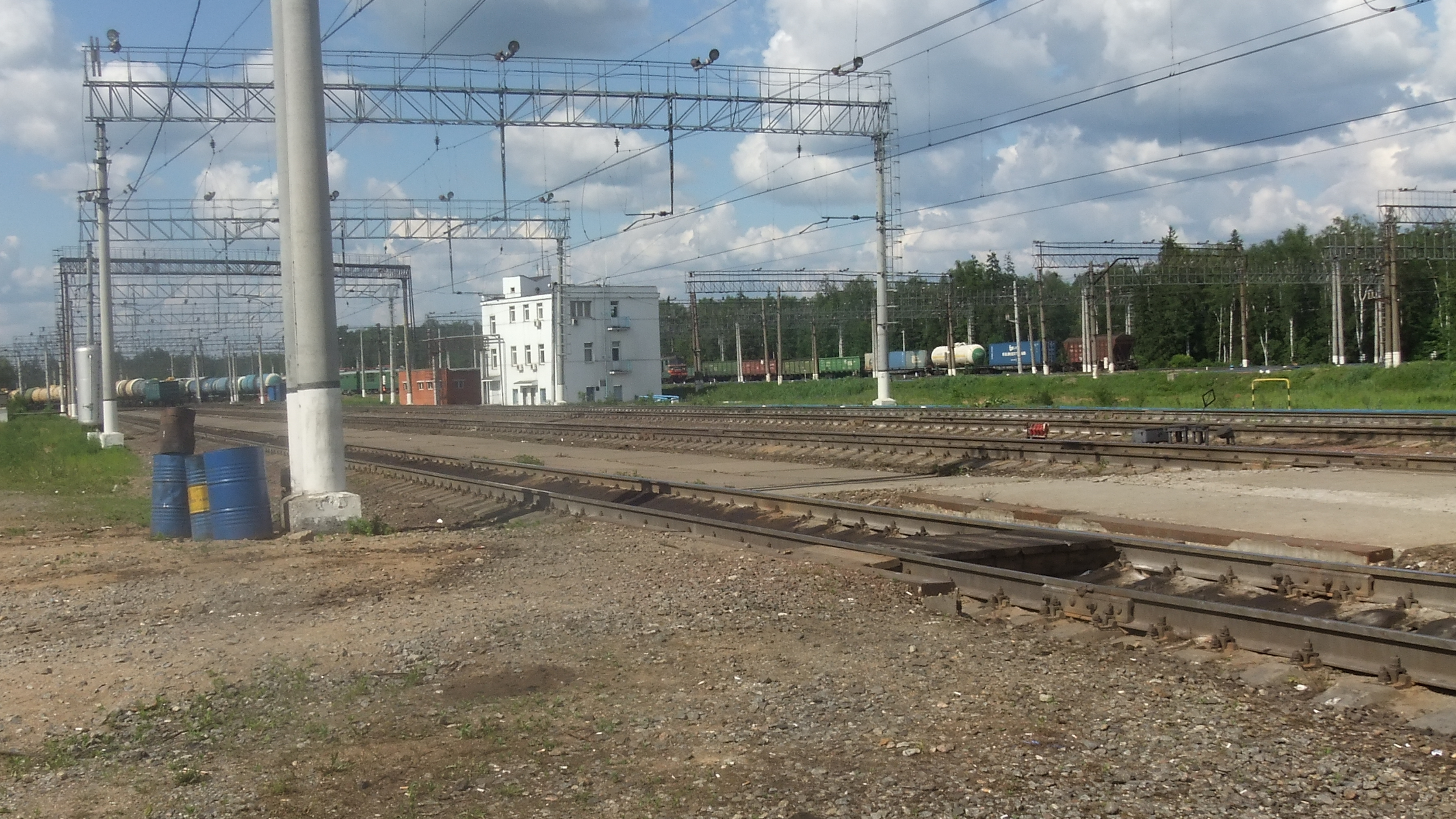
Парк В, вид с юго-востока
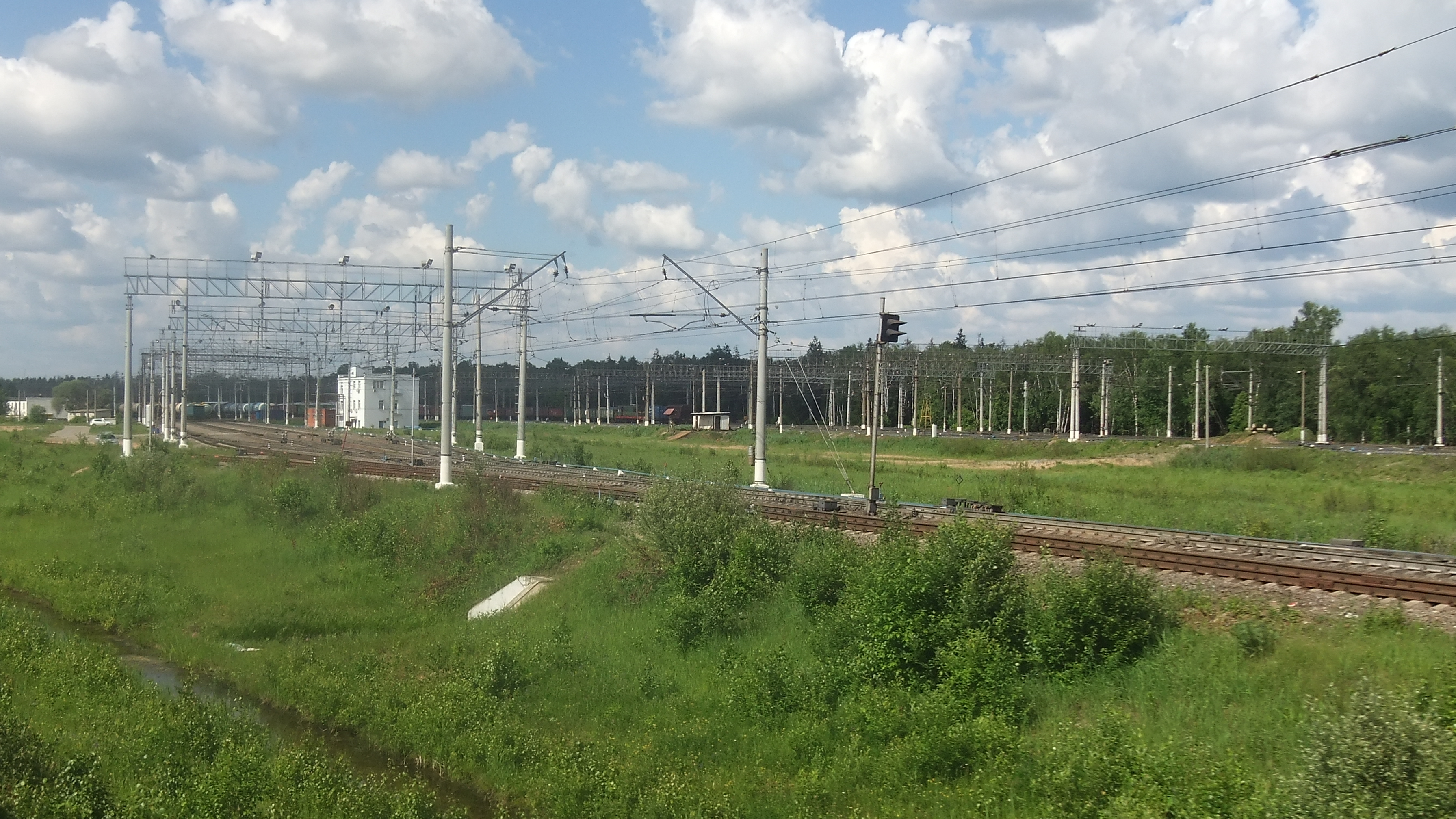
Восточная горловина парка В
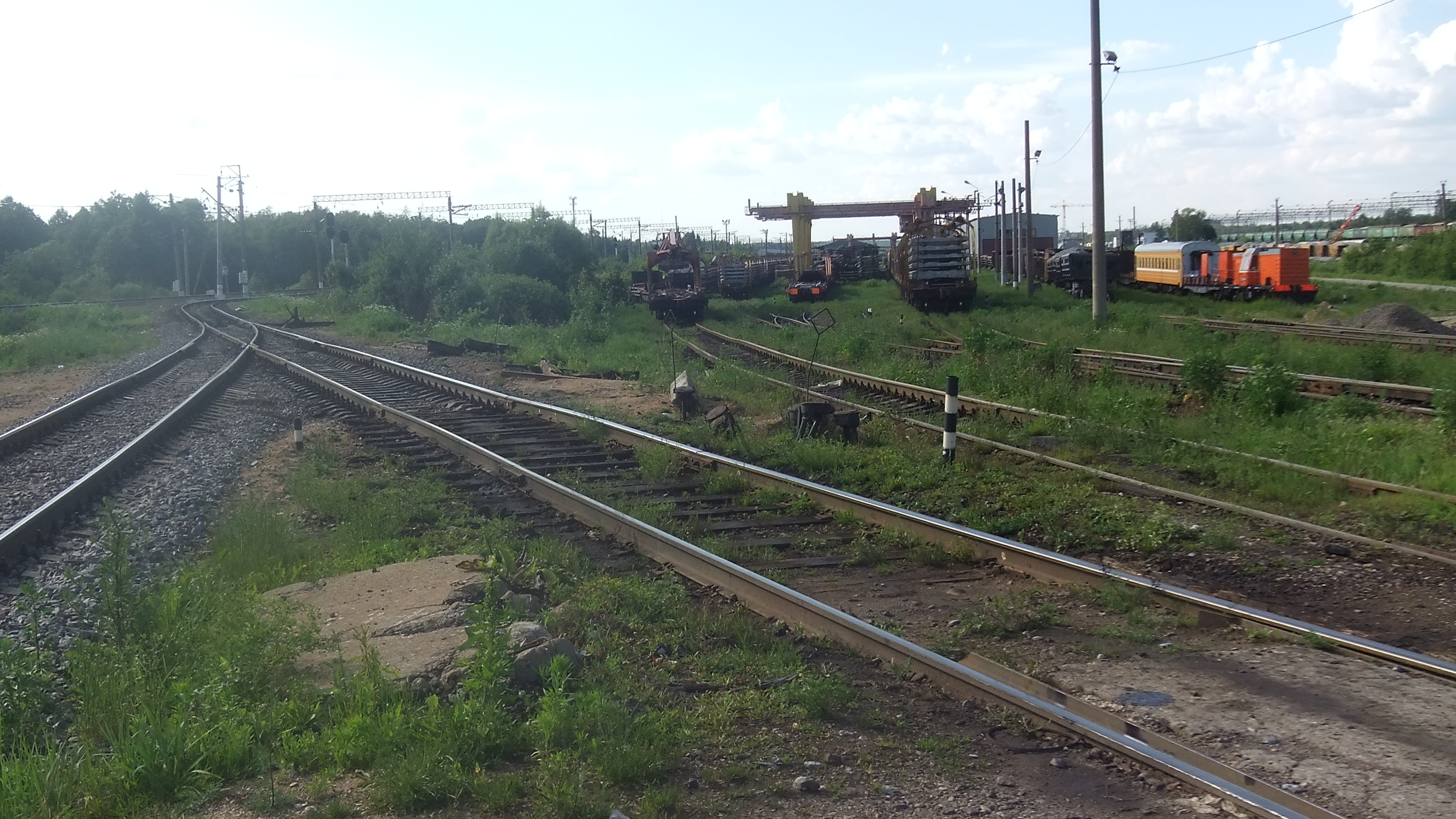
Вид на бывшую ПМС-231 с востока
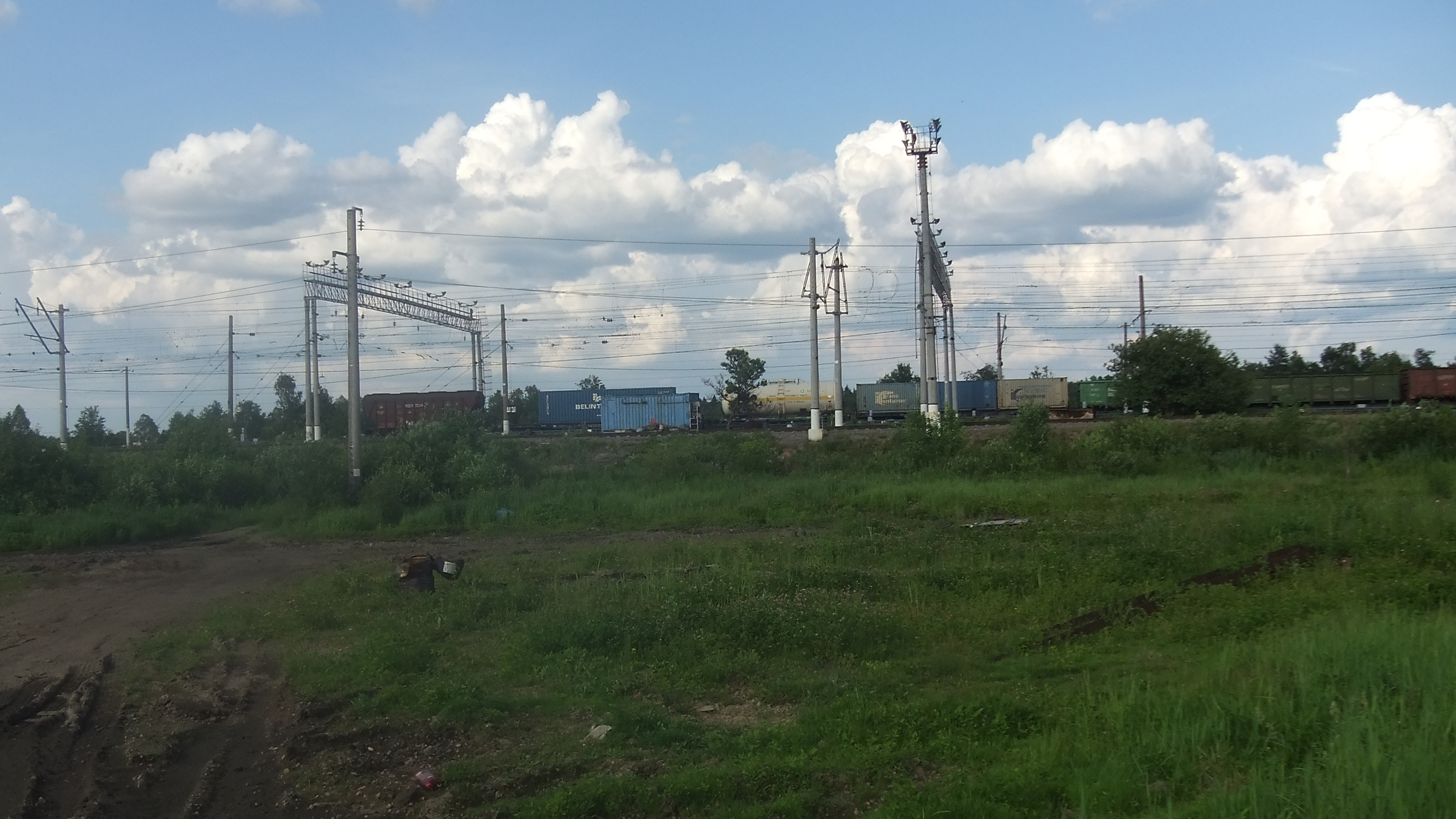
Входная горловина парка А, вид с бывшей ПМС-231
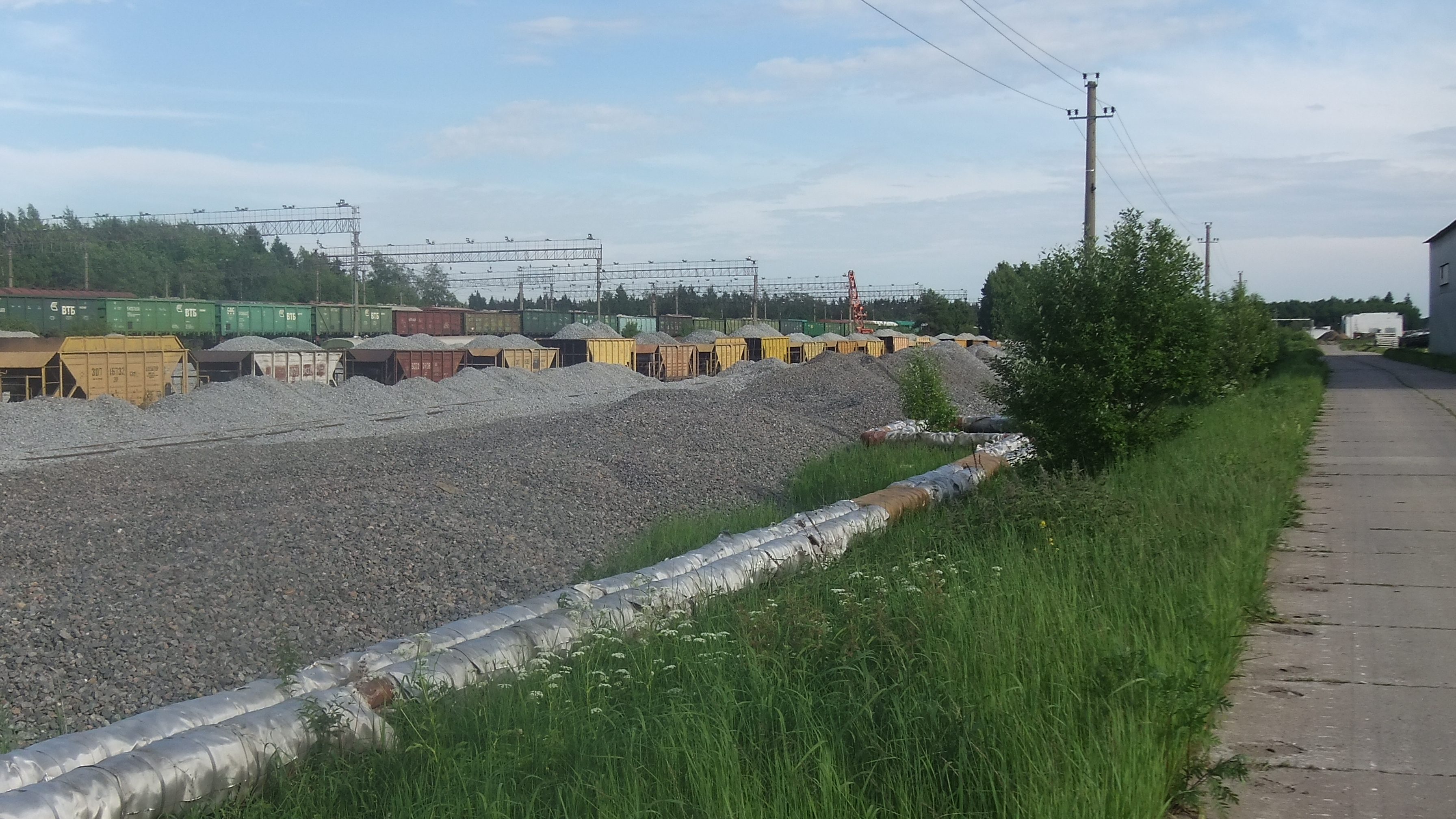
Вид на Парк А с дороги внутри бывшей ПМС-231
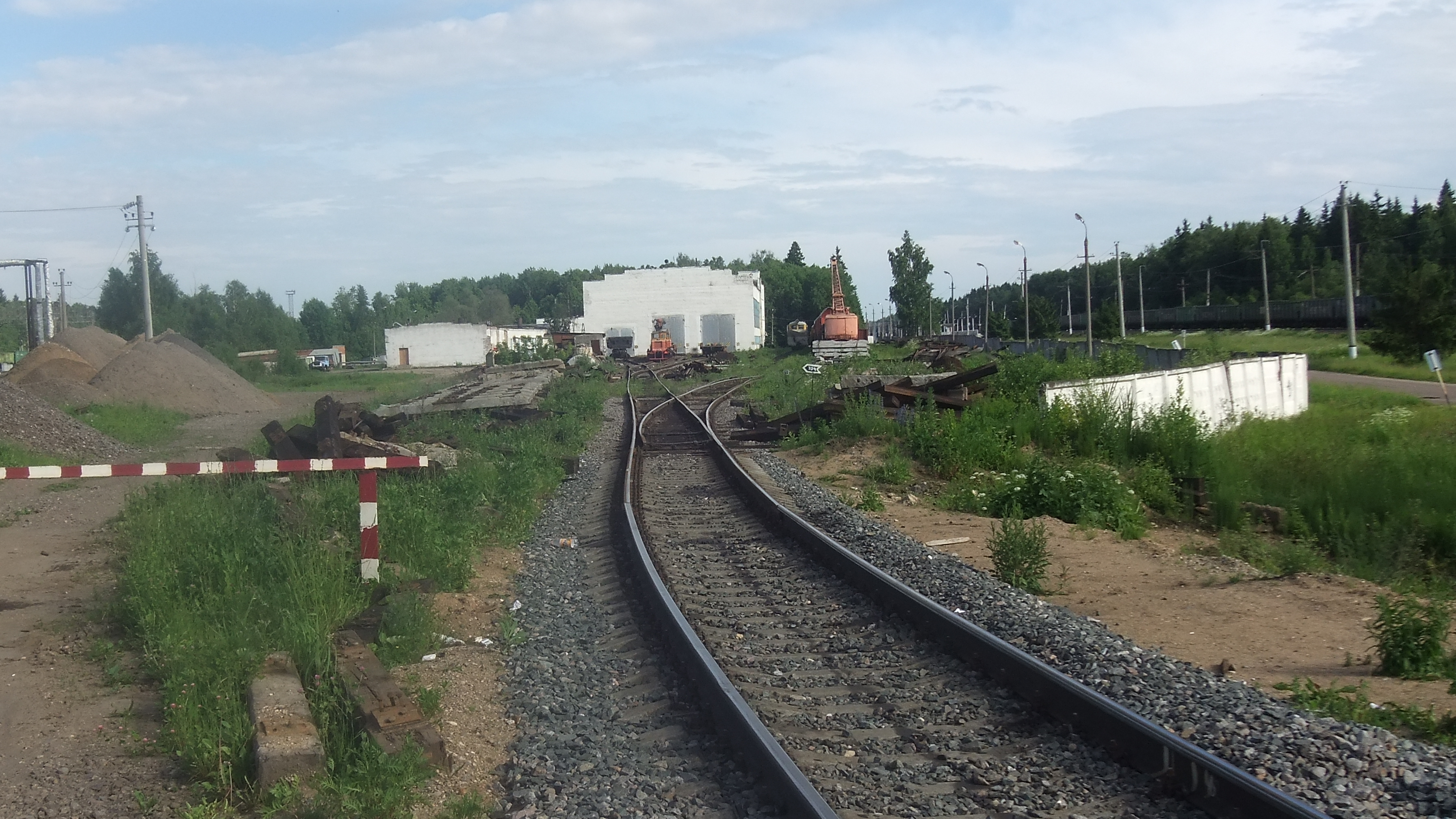
ПЧ-18, вид с бывшей ПМС-231
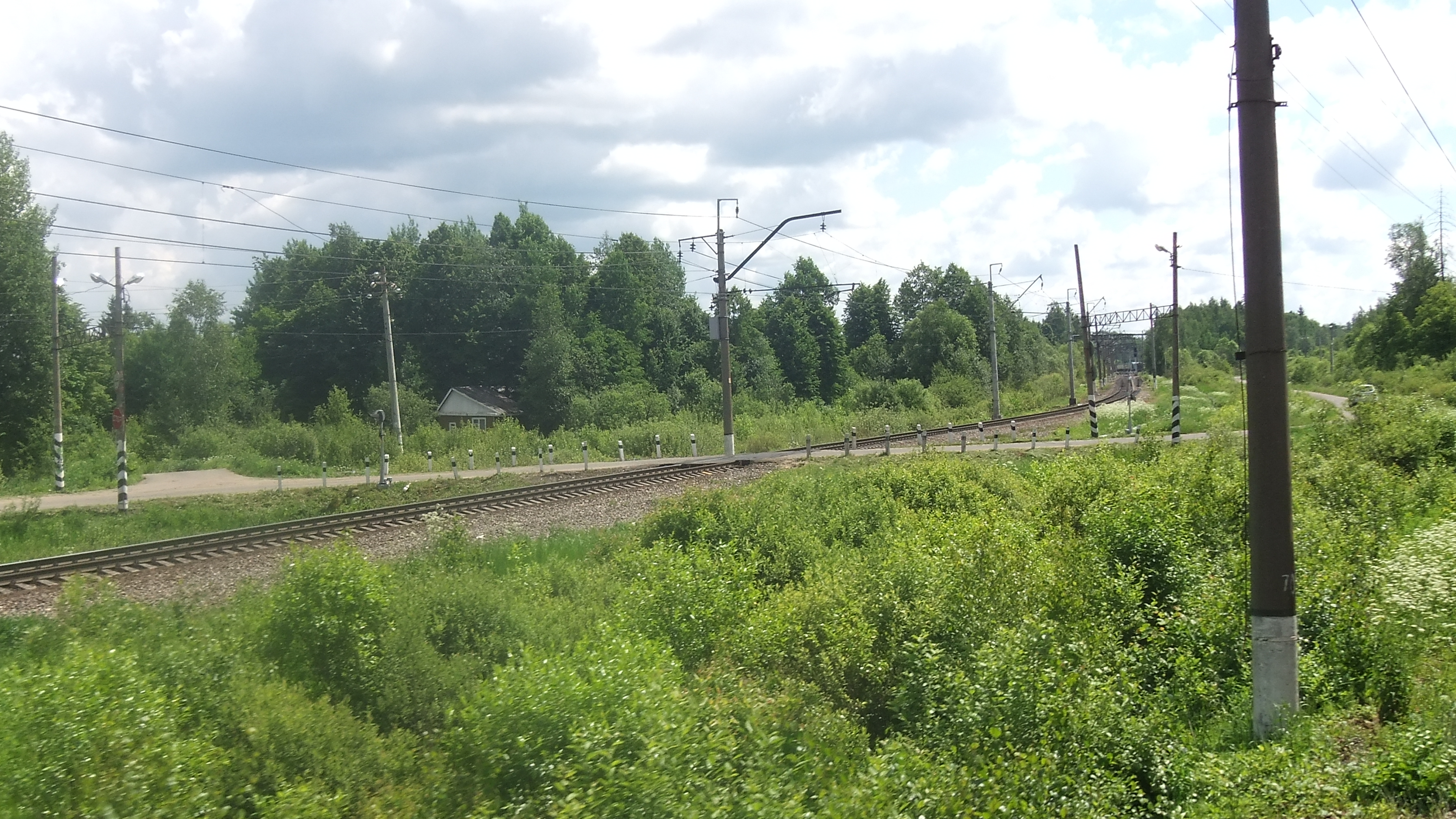
IV путь идёт в парк В, оставляя один путь вдоль 240-241 км